# Savigné-sur-Lathan
Savigné-sur-Lathan – miejscowość i gmina we Francji, w Regionie Centralnym, w departamencie Indre i Loara.
Według danych na rok 1990 gminę zamieszkiwały 1033 osoby, a gęstość zaludnienia wynosiła 59 osób/km² (wśród 1842 gmin Regionu Centralnego Savigné-sur-Lathan plasuje się na 382. miejscu pod względem liczby ludności, natomiast pod względem powierzchni na miejscu 767.).